# Стаффа, Дино
Дино Стаффа (итал. Dino Staffa; 14 августа 1906, Санта-Мария-ин-Фабриаго, королевство Италия — 7 августа 1977, Рим, Италия) — итальянский куриальный кардинал. Секретарь Священной Конгрегации семинарий и университетов с 18 декабря 1958 по 7 апреля 1967. Титулярный архиепископ Кесарии Палестинской с 3 сентября 1960 по 26 июня 1967. Про-префект Верховного Трибунала Апостольской Сигнатуры с 7 апреля 1967 по 26 марта 1969. Префект Верховного Трибунала Апостольской Сигнатуры с 26 марта 1969 по 7 августа 1977. Кардинал-священник с 26 июня 1967, с титулом церкви pro illa vice Сакро-Куоре-ди-Кристо-Ре с 29 июня 1967 по 24 мая 1976. Кардинал-священник с титулом церкви Санта-Мария-сопра-Минерва с 24 мая 1976.